# Saltera
Saltera es un género con una sola especie Saltera sarcocolla,  de plantas de flores perteneciente a la familia Penaeaceae. 

## Especies seleccionadas
- Datos: Q9072953
- Multimedia: Penaea / Q9072953
- Especies: Saltera